# Giovanni Niccolò Servandoni

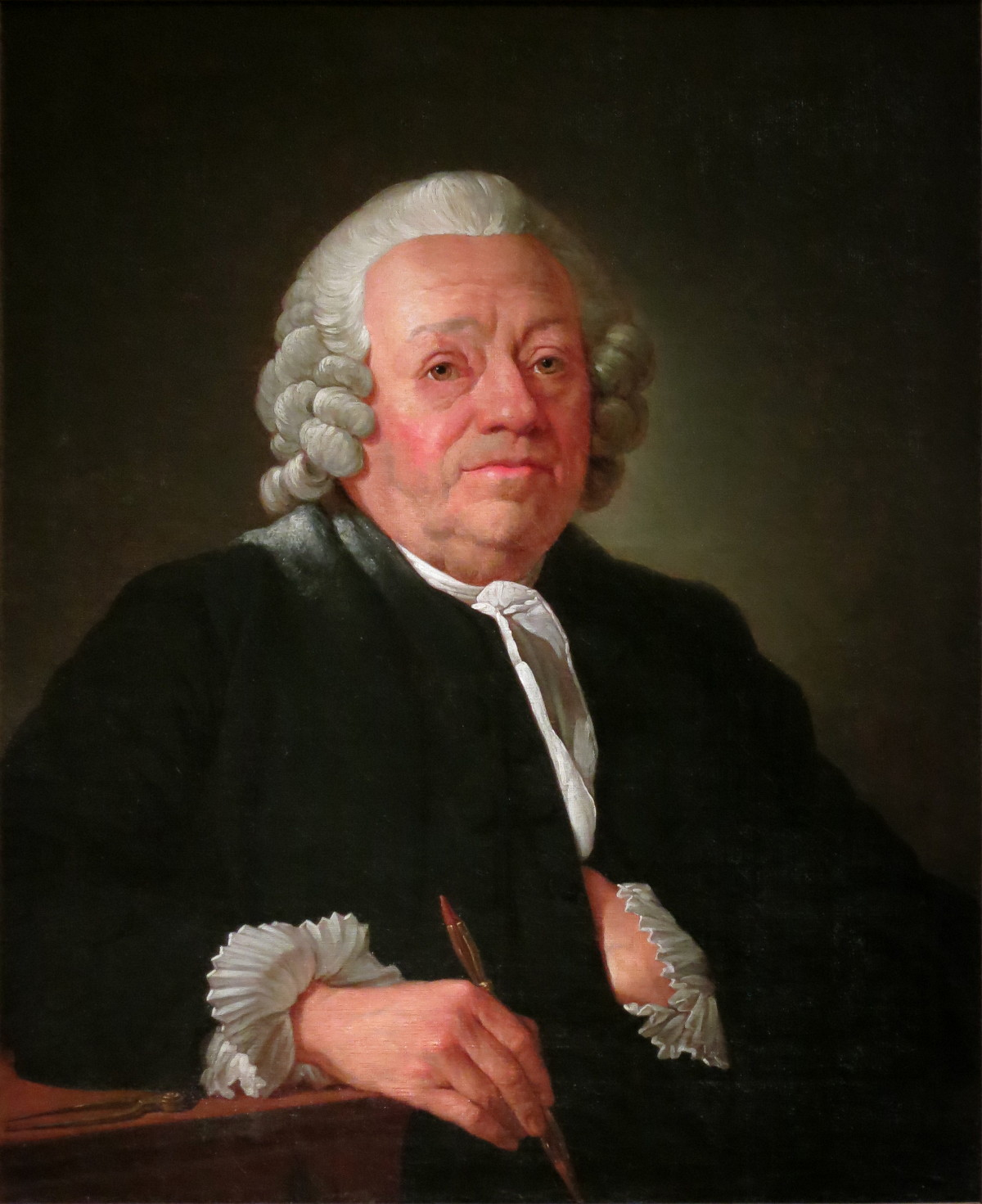
Porträt Servandonis von Jean-François Colson (Musée Carnavalet)

Giovanni Niccolò Gerolamo Servandoni (geb. 2. Mai 1695 in Florenz; gest. 19. Januar 1766 in Paris) war ein italienisch-französischer Maler, Theaterdekorateur und Architekt.

## Biographie
Servandoni war Sohn eines französischen Vaters, Postkutscher zwischen Lyon und Florenz und einer italienischen Mutter. Er begann seine Karriere als Künstler in Rom um das Jahr 1715, wo er auf Giovanni Paolo Pannini traf und bei dem Graveur und Architekt Giuseppe Ignazio Rossi Zeichnen und Perspektive lernte. In Rom tat er sich zudem in der Planung von spektakulären Theaterproduktionen und ephemeren Architekturen, die anlässlich von Feiern und Zeremonien errichtet wurden, hervor. 
Er verbrachte einige Zeit in Lissabon als Theaterdekorateur. Dann im Jahr 1724 begann er sich in Paris zu etablieren, wo er Dekorationen für die Oper entwarf mit Maschinen und beweglichen Sternen. Im Jahr 1728 wurde er zum ersten peintre-décorateur und Maschinendirektor der Académie Royale de Musique. Diese Stelle behielt er bis 1742. Sein erster großer Erfolg war die Inszenierung der Oper Orion (1728) von Louis de la Coste. Mit exotischen Dekorationen, die das alte Ägypten heraufbeschworen, reüssierte er mit mehr als 60 Aufführungen beim Publikum und bei der Kritik (vor allem bei Denis Diderot). Um eine besonderen Raumeindruck zu erzeugen, nutzte Servandoni eine Perspektivtechnik, bei der er den Fluchtpunkt auf eine Seite der Bühne platzierte. Diese Technik wurde bereits von der Familie Bibiena am Hof von Wien eingeführt. 
Im Jahr 1729 entwarf Servandoni gemeinsam mit Panini die Dekorationen für die Feier anlässlich der Geburt des Dauphins. Zwei Jahre später wurde er Mitglied in der Académie royale de peinture et de sculpture als Maler antiker Ruinen. 
Ebenfalls in 1729 wurde er mit der Rekonstruktion der Marienkapelle der Kirche Saint-Sulpice in Paris beauftragt. Im Jahr 1732 bekam er den Zuschlag für die Konstruktion der Fassade von Saint-Sulpice. Sein Projekt wuchs beträchtlich mit der Zeit. 
1733 wurde er Ritter des Ordens des heiligen Johann von Lateran und des Christusordens.
Er verließ Frankreich 1745, als er wegen Schulden verfolgt wurde. Er arbeitete für verschiedene europäische Höfe. 1749 hielt er sich in London auf, wo er an dem Entwurf des Gebäudes speziell für die Uraufführung von Händels Feuerwerksmusik arbeitete. 
Im Jahr 1752 entwarf er einen Plan für einen halbkreisförmigen Platz, der zur neuen Fassade von Saint-Sulpice passen sollte. Der Plan wurde nicht umgesetzt.
Er arbeitete nach dem Erdbeben von Lissabon 1755 an der Rekonstruktion der Stadt mit. Er ging 1760 nach Wien. 	
Sein Sohn Jean-Nicolas Servandoni genannt D’Hannetaire wurde ein berühmter Komödienschauspieler und Direktor des Théâtre Royal de la Monnaie in Brüssel und Autor der Observations sur l’art du comédien (1774).

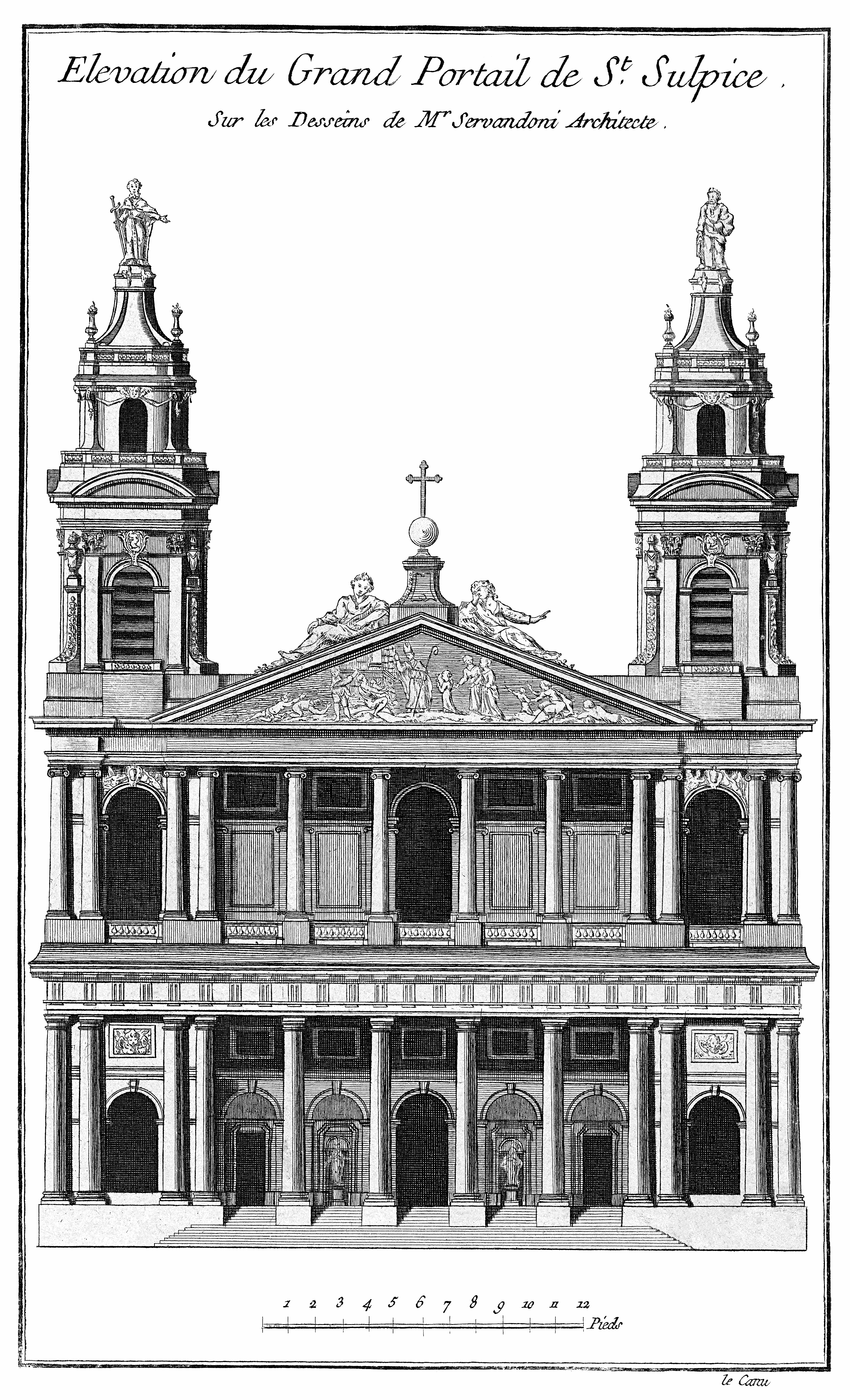
Plan der Fassade für Saint-Sulpice.
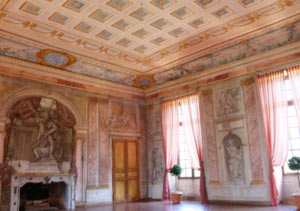
Theaterdekor für das Schloss Condé.
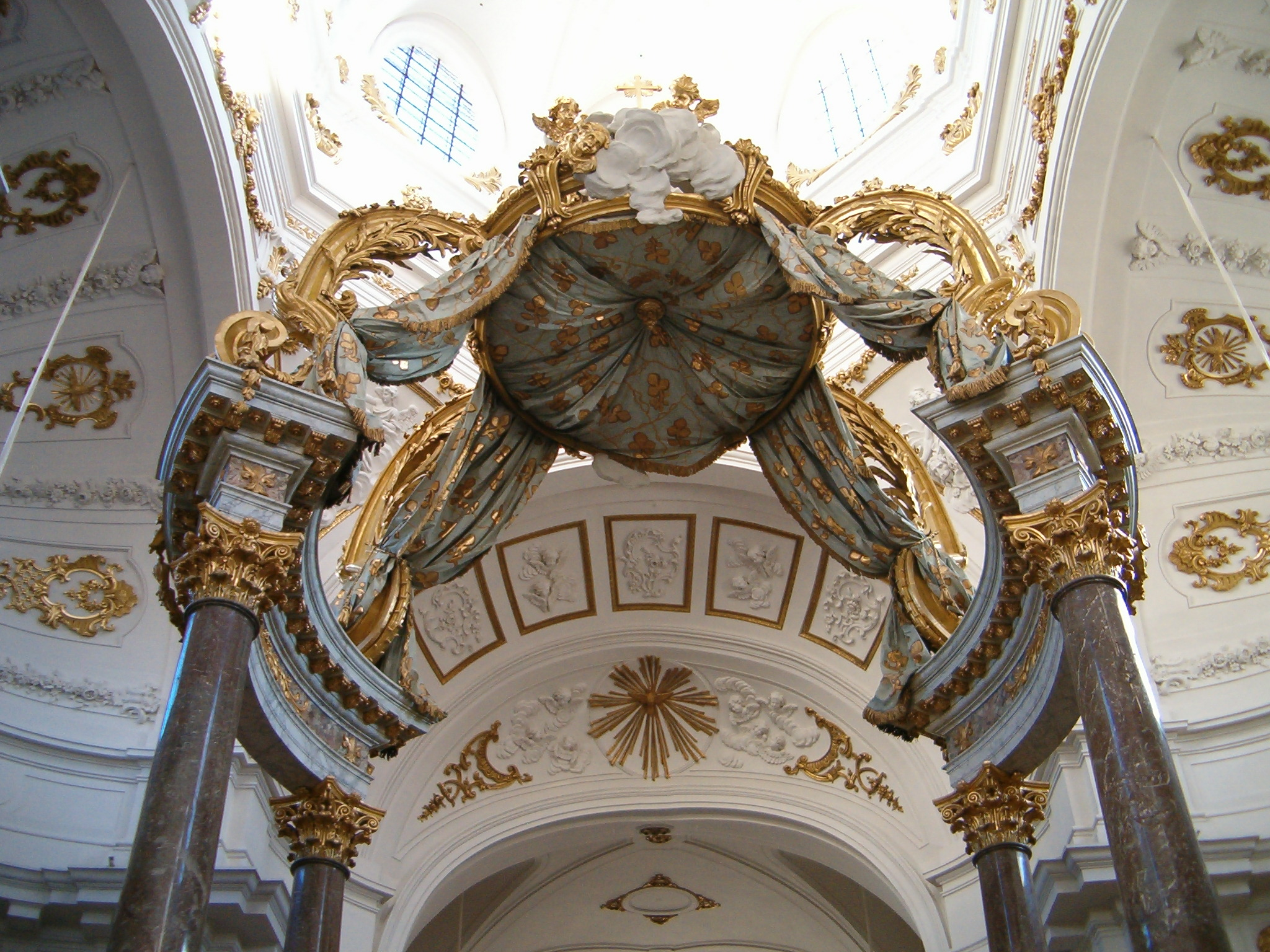
Baldachin für St-Bruno in Lyon.

## Bauwerke
- Fassade von Saint-Sulpice, 1732–1745.
- Baldachin von St-Bruno in Lyon, 1736.
- Baldachin der Kathedrale von Sens, 1742.
- Egmontpalast, Brüssel (Zuschreibung).
- Umbau von Schloss Condé für Jean-François Leriget de La Faye.
- Schloss von Gennevilliers für Louis François Armand de Vignerot du Plessis, 1746.
- Schloss D’Ursel in Hingene, Bornem, Belgien, 1761.
- Schloss von Sterrebeek für den Brüsseler Bankier Jean-Antoine Ories, 1761.

## Publikationen
- Description abrégée de l’église Saint-Pierre de Rome, Paris 1738.
- Relation de la représentation de la forêt enchantée sur le théâtre des Tuileries le 31 mars 1754.